# هوزن (یمن)
 هوزن  به عربی ( هَوزَنُ  )، نام روستایی است در عزلهٔ (مخلاف عامر)، از توابع استان عَمران در کشور یمن در شبه جزیره عربستان است. 
جمعیت آن ۵۰۵ نفر (۳۰ خانوار) می‌باشد.
گویند:(هوزان بن الغوث ابن سعد بن عوف بن عدی) آنرا بنادکذاری نموده‌است، در این بابت شاعر:(الهمدانی) می‌سراید:
وفی هوزن می‌حیّ لعف عصابةً
ومن آن نشق کل رخو الحمائلُ